# Nebesni ekvator
Nebésni ekvátor je veliki krog na nebesni krogli, ki poteka v isti ravnini kot ekvator Zemlje. Nebesni ekvator je torej preslikava (projekcija) ekvatorja Zemlje na nebesno kroglo.

## Lastnosti
Zemljina os vrtenja je nagnjena za približno 23,5° proti ekliptiki, ki je navidezna ravnina, po kateri se giblje Zemlja okoli Sonca. Nebesni ekvator in ekliptika se sekata v dveh točkah. Prvo imenujemo pomladišče, drugo pa jesenišče.
Za opazovalca na ekvatorju Zemlje poteka nebesni ekvator čez opazovalčevo nadglavišče (zenit) od vzhoda do zahoda. Če pa se opazovalec pomika proti severu (jugu), se nagne ekvator proti južnemu (severnemu) obzorju. Pri tem pa poteka vedno od vzhodnega do zahodnega obzorja.

## Ozvezdja
Na nebesnem ekvatorju leži 15 ozvezdij:
- Ribi (Pisces)
- Kit (Cetus)
- Bik (Taurus)
- Eridan (Eridanus)
- Orion (Orion)
- Enorog (Monoceros)
- Mali pes (Canis Minor)
- Vodna kača (Hydra)
- Sekstant (Sextans)
- Lev (Leo)
- Devica (Virgo)
- Kača (Serpens)
- Kačenosec (Ophiuchus)
- Orel (Aquila)
- Vodnar (Aquarius)